# Katarina Naumanen
Katarina Juli Naumanen (* 24. Juli 1995) ist eine finnische Fußballnationalspielerin, die aktuell beim FC Honka Espoo unter Vertrag steht.

## Karriere

### Verein
Naumanen begann ihre Karriere bei Kuopion MimmiFutis, wo sie als 16-Jährige einen Einsatz in der Naisten Liiga. 2012 wurde sie für den nun als Pallokissat antretenden Verein in 24 von 27 Ligaspielen eingesetzt. Nach dem dritten Platz 2015 wechselte sie zu HJK Helsinki. 2017 konnte sie mit HJK den Pokal gewinnen. In der Saison 2018 lagen sie nach der Punktspielrunde auf dem ersten Platz, verloren diesen aber in der Meisterrunde an PK-35 Vantaa. Sie wechselte danach nach Norwegen zu Stabæk FK, kehrte aber nach sechs Ligaspielen zurück nach Finnland, wo sie für Kuopion PS noch acht Ligaeinsätze hatte und dann zum FC Honka Espoo wechselte.

### Nationalmannschaft
Naumanen durchlief die finnischen Juniorinnen-Nationalmannschaften, nahm mit der finnischen U-19 an der U-19-Fußball-Europameisterschaft der Frauen 2013 sowie der U-20 an der U-20-Weltmeisterschaft teil. 2014 wurde sie erstmals in der finnischen A-Nationalmannschaft eingesetzt.

## Erfolge
- Finnische Pokalsiegerin 2017